# Salzwirker-Brüderschaft im Thale zu Halle

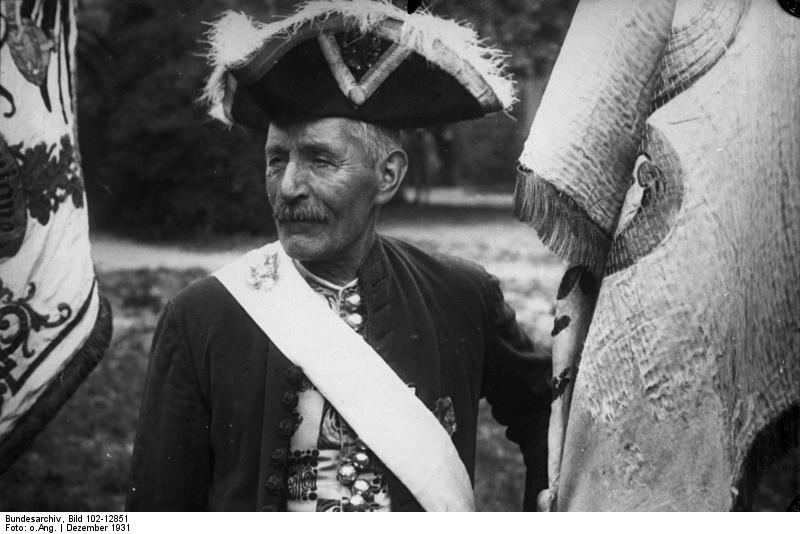
Bannerträger Moritz der Salzwirker-Brüderschaft (1931)

Die Salzwirker-Brüderschaft im Thale zu Halle ist eine Bruderschaft, die sich auf die 1491 gegründete Bruderschaft Corporis Christi sowie die 1524 gegründete Salzwirker-Brüderschaft im Thale zu Halle beruft.

## Geschichte
Die Salzwirker (Halloren) im Thal zu Halle (Bornknechte, Wirker, Läder, Salzträger etc.) gründeten 1491 die Bruderschaft Corporis Christi und 1524 die Salzwirker-Bruderschaft im Thale zu Halle. Die Angehörigen der Bruderschaft tragen heute ein Festkleid, das sich an der Mode in der Mitte des 18. Jahrhunderts anlehnt. Sie betiteln sich als Thalbrüder und Thalschwestern.
Die Salzwirker-Brüderschaft im Thale zu Halle wurde im Dezember 2014 in das deutsche Verzeichnis des immateriellen Kulturerbes im Sinne des Übereinkommens zur Erhaltung des Immateriellen Kulturerbes der UNESCO aufgenommen.